# 于占元
于占元（1905年9月5日—1997年9月8日）為京劇名武生，祖籍河北正定，生于大清北京，1940年代在上海享負盛名，乃知名武戲教席兼後台武戲管事。後因中國大陸政治環境變化而南遷香港，1960年代開辦中國戲劇研究學院。

## 影響
門下弟子眾多，桃李滿門，包括七小福：元龍（即洪金寶）、元樓（即成龍）、元彪(即夏令震)、元奎(即殷港民)、元華(即容繼志)、元武（周元武）、元泰7人。其他的有元慶（即袁和平）、元秋(即張轉男)、元德(孔祥德)、元俊 （即吳元俊）、元彬（陶周坤）、元寶（徐佑麟）、元菊(李菊華)，以及林正英等。其幼女素秋為當時之著名電影紅星，1970年代移居美国；其長女于素春的夫婿韓英傑，是當時武術指導之一。

## 影視媒體形象
- 邵氏兄弟聯同嘉禾電影於1988年把于占元教導七小福時的經歷拍成電影《七小福》，由羅啟銳執導，七小福之一的洪金寶飾演于占元。該片大受好評，更贏得金馬獎最佳劇情片。洪金寶演技神似嚴肅，備受肯定，榮獲第33屆亞太影展最佳男主角獎。同年獲得第8屆香港電影金像獎最佳男主角獎。
- 1998年電視劇《難兄難弟之神探李奇》，由關菁飾演于小元，影射于占元。
- 2022年電影《七人樂隊》中，洪金寶執導的單元《練功》，取材自其童年在天台刻苦習武的自身經歷，邀請其兒子洪天明飾演已故師父于占元的角色。